# Tarcisio Merati
Tarcisio Merati (Bonate Sotto (provincia de Bérgamo); 27 de mayo de 1934 - Bérgamo , 22 de octubre de 1995) fue un pintor italiano, uno de los más importantes artistas del art brut italianos del siglo XX.

## Biografía
Tarcisio Merati nació en Bonate Sopra en provincia de Bérgamo el 27 de mayo de 1934. Sus familiares eran artesanos. La madre, en su tiempo libre, trabajaba en la iglesia del pueblo. 
En el verano de 1959 fue encerrado por primera vez en el sanatorio mental de Bérgamo. La carta habló bien claro: esquizofrenia y, más tarde “psicosis en retraso mental”. Durante esos años entra y sale del sanatorio más veces.
Más tarde, desde 1974 hasta 1984, la historia clínica no muestra ningún cambio importante. En realidad algo ha cambiado. En una nota clínica del 23 de julio de 1983 se puede leer: “Discretamente limpio, también en el área del taller, dibuja cuadros bastante abstractos”. Y son esos los años más activos y probablemente los más interesantes por la producción artística de Merati. Su “Blaue Reiter” corre sin cesar en la segunda mitad de los años 70. Todo esto pasa en el mítico atelier del hospital psiquiátrico de Bérgamo, dirigido durante toda su estancia por Amilcare Cristini, que será hasta el final su mejor amigo y probablemente (puesto que ambos tenían la pasión por el dibujo) el que más lo apoyaba en su amor por los colores y las obras. 
Además de la pintura Tarcisio Merati también llamado “Coccolone” compone obras en el campo de las palabras y de la música. En esos tiempos era más famoso y querido por su maravillosa forma de hablar y por sus performance en jerga que nadie entendía. Su música (especialmente al piano sin cuerdas del atelier) tenía características obsesivas y minimalistas. En el campo artístico sus temas se repiten muy a menudo; casi siempre son Story Toys, juguetes abstractos que el mismo Merati llamó “maquinitas trompitas”, “avioncito silurito”. Sin contar los muchos “pajaritos en el nidito”, las piñas y los cactus. Después de la ley Basaglia de 1983 que cierra los sanatorios, con frecuentes permisos y en el 1984 definitivamente se liberó de su obligación a la permanencia en el sanatorio. Sin embargo tiene que abandonar también el atelier para irse a vivir junto a su hermana y fue allí donde su actividad artística se interrumpió y Merati dejó de pintar. 
En 1991 Tarcisio Merati se mudó a otro hospital cerca del sanatorio, donde todavía está el atelier y gracias a algunos permisos especiales, pudo volver a frecuentarlo. Pero su ritmo ya es más cansado y lento. En 1993, hubo gran acontecimiento: se organizó su primera exposición personal en el Teatro Social de Bérgamo repetida en el 2006 en una segunda gran exposición llamada “Más allá de la razón” que Bérgamo y la región Lombardìa dedica a todos los mayores artistas del arte manicomial o Art Brut. Murió el 22 de octubre de 1995 por causa de un tumor pulmonar. 
Vale la pena señalar que Merati tiene mucho en común con otro gran arista marginal, Adolf Wölfli, con el cual compartía increíblemente (y sin saberlo) biografía, el estilo artístico y humano.